# Domovec
Domovec est un village de la municipalité de Hrašćina (comitat de Krapina-Zagorje) en Croatie. Au recensement de 2011, le village comptait 98 habitants.